# Louis Chiron

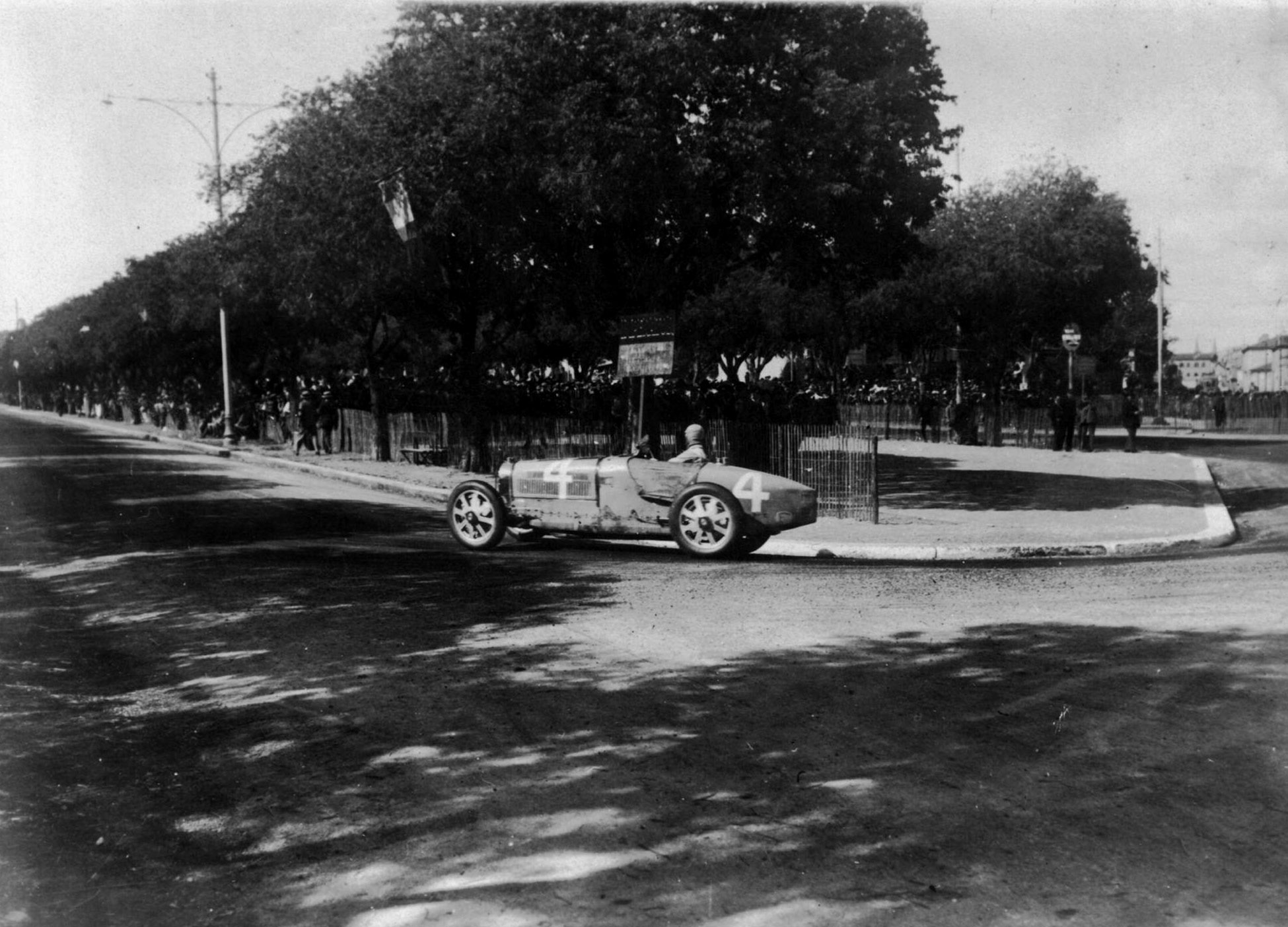
Louis Chiron conduciendo un Bugatti Type 51 en el Gran Premio de Nîmes en 1932.

Louis Alexandre Chiron (Montecarlo, 3 de agosto de 1899-Montecarlo, 22 de junio de 1979) fue un piloto de automovilismo monegasco, vencedor de carreras de la era de los Grandes Premios.

## Biografía
Cuando era adolescente, Louis Chiron se interesó en los automóviles y en las carreras. Aprendió a conducir a temprana edad y se unió al circuito de Gran Prix después de la Primera Guerra Mundial, donde había sido requerido para la sección de artillería para servir como chofer. Compitiendo en Francia, en 1926 ganó su primera carrera local, el Gran Premio de Cominges en Saint-Gaudens cerca de la ciudad de Toulouse.
Desde entonces, Chiron llevó a Bugatti y a Alfa Romeo a conseguir importantes victorias en Grandes Premios nacionales alrededor de Europa. Entre sus triunfos se cuentan cinco en el Gran Premio de Francia, tres en el Gran Premio de España, tres en el Gran Premio de Checoslovaquia y una en el Gran Premio de Mónaco. Una vez formado el Campeonato Mundial de Fórmula 1 en 1950, Chiron participó en 19 Grandes Premios puntuables, logrando solamente un podio en el Gran Premio de Mónaco de 1950. Por otra parte, se asoció con el maratoniano piloto Luigi Chinetti para ganar en 1933 la carrera de resistencia de las 24 Horas de Spa en Bélgica a lo mandos de un Alfa Romeo 8C, y venció en el Rally de Montecarlo de 1954 con un Lancia Aurelia.
Louis Chiron ostenta el récord de ser el piloto con mayor edad en participar en un Gran Premio de Fórmula 1, con 55 años y 9 meses.

## Resultados

### 24 Horas de Le Mans
| Año     | Equipo              | Copilotos            | Automóvil                     | Clase | Vueltas | Pos. | Pos. Clase |
| ------- | ------------------- | -------------------- | ----------------------------- | ----- | ------- | ---- | ---------- |
| 1928    |                     | Cyril de Vere        | Chrysler 72                   | 5.0   | 6       | DNF  | DNF        |
| 1929    | C. T. Weymann       | Édouard Brisson      | Stutz DV32                    | 8.0   | 65      | DNF  | DNF        |
| 1931    | Equipe Bugatti      | Achille Varzi        | Bugatti Type 50S              | 5.0   | 20      | DNF  | DNF        |
| 1932    | Guy Bouriat         | Guy Bouriat          | Bugatti Type 55               | 3.0   | 23      | DNF  | DNF        |
| 1933    | Capt. G.E.T. Eyston | Franco Cortese       | Alfa Romeo 8C 2300MM          | 3.0   | 177     | DNF  | DNF        |
| 1937    | Luigi Chinetti      | Luigi Chinetti       | Talbot T150C                  | 5.0   | 7       | DNF  | DNF        |
| 1938    | Ecurie Bleue        | René Dreyfus         | Delahaye 145                  | 5.0   | 7       | DNF  | DNF        |
| 1951    | Luigi Chinetti      | Pierre-Louis Dreyfus | Ferrari 340 America Barchetta | S 5.0 | 29      | DSQ  | DSQ        |
| 1953    | Scuderia Lancia     | Robert Manzon        | Lancia D20                    | S 8.0 | 174     | DNF  | DNF        |
| Fuente: |                     |                      |                               |       |         |      |            |

### Campeonato Europeo de Pilotos
(Clave) (negrita indica pole position) (cursiva indica vuelta rápida)
| 1931    | Automobiles Ettore Bugatti | ITA Ret | FRA 1   | BEL Ret |         |         |     |         | 6.º  | 13 |
| 1932    | Automobiles Ettore Bugatti | ITA Ret |         |         |         |         |     |         | 5.º  | 17 |
| 1932    | Automobiles Ettore Bugatti |         | FRA 4   | GER Ret |         |         |     |         | 5.º  | 17 |
| 1935    | Scuderia Ferrari           | MON 5   |         |         |         |         |     |         | 10.º | 40 |
| 1935    | Scuderia Ferrari           |         | FRA Ret | BEL 3   | GER Ret | SUI Ret | ITA | ESP Ret | 10.º | 40 |
| 1936    | Daimler-Benz AG            | MON Ret | GER Ret | SUI     | ITA     |         |     |         | 18.º | 28 |
| Fuente: |                            |         |         |         |         |         |     |         |      |    |

### Grandes Épreuves tras la Segunda Guerra Mundial
(Clave) (negrita indica pole position) (cursiva indica vuelta rápida)

| 1947    | Escudería Milano | SUI 13  |         |         |         |     |
| 1947    | Ecurie France    |         | BEL Ret |         | FRA 1   |     |
| 1947    | Enrico Platé     |         |         | ITA Ret |         |     |
| 1948    | Ecurie France    | MON 2   | SUI 6   | FRA 9   | ITA Ret |     |
| 1949    | Ecurie France    | GBR Ret | BEL     | SUI     | FRA 1   | ITA |
| Fuente: |                  |         |         |         |         |     |

### Fórmula 1
(Clave) (negrita indica pole position) (cursiva indica vuelta rápida)

| 1950    | Officine Alfieri Maserati | GBR Ret | MON 3   | 500     | SUI 9 | BEL     | FRA Ret | ITA Ret |         |        |     |     | 10.º | 4 |
| 1951    | Enrico Platé              | SUI 7   | 500     |         |       |         |         |         |         |        |     |     | NC   | 0 |
| 1951    | Ecurie Rosier             |         |         | BEL Ret | FRA 6 | GBR Ret | GER Ret | ITA Ret | ESP Ret |        |     |     | NC   | 0 |
| 1953    | Louis Chiron              | ARG     | 500     | NED     | BEL   | FRA 15  | GBR DNS | GER     | SUI DNS | ITA 10 |     |     | NC   | 0 |
| 1955    | Scuderia Lancia           | ARG     | MON 6   | 500     | BEL   | NED     | GBR     | ITA     |         |        |     |     | NC   | 0 |
| 1956    | Scuderia Centro Sud       | ARG     | MON DNS | 500     | BEL   | FRA     | GBR     | GER     | ITA     |        |     |     | NC   | 0 |
| 1958    | André Testut              | ARG     | MON DNQ | NED     | 500   | BEL     | FRA     | GBR     | GER     | POR    | ITA | MAR | NC   | 0 |
| Fuente: |                           |         |         |         |       |         |         |         |         |        |     |     |      |   |

## Bugatti Chiron
La marca de automóviles deportivos Bugatti decidió honrar su nombre al nombrar al Bugatti Chiron.